# Simón Marchán Fiz
Simón Marchán Fiz   (Madrid, 1941) és un professor d'art madrileny. És catedràtic emèrit d'Estètica i Teoria de les Arts en la facultat de Filosofia de la UNED i membre numerari de la Reial Acadèmia de Belles arts de Sant Ferran. El 2020 va ser guardonat amb la Medalla d'Or de les Belles arts atorgada pel Ministeri de Cultura d'Espanya.

## Trajectòria
Es va llicenciar en Filosofia i Lletres per la Universitat Complutense de Madrid. Va realitzar estudis de postgrau a les universitats de Colònia i de Bonn i el 1972, va presentar la seva tesi doctoral a Madrid amb el títol d'Anàlisi fenomenològica de la pintura moderna.
Va ser professor de Teoria de les Arts i Història de l'Art Contemporani en les universitats Complutense i Autònoma de Madrid. El 1978 va ser nomenat catedràtic d'Estètica i Composició a l'Escola d'Arquitectura de la Universitat de la Laguna. Després va passar per la Universitat de Valladolid i el 1986 va ser nomenat catedràtic de la UNED, on després de la seva jubilació va ser designat professor emèrit.

## Publicacions[2]
- Del arte objetual al arte de concepto, Madrid, Comunicación – Alberto Corazón, 1972.
- Análisis fenomenológico de la pintura moderna, Madrid, Facultad de Filosofía y Letras, Universidad Complutense, 1973.
- Historia de la arquitectura. El siglo XX, Madrid, Editorial Magisterio Español, 1973.,
- La arquitectura del siglo XX. Textos, Madrid, Documentación / Debates, 1974,
- Del arte objetual al arte de concepto, Madrid, Comunicación, 1974,
- El universo del arte, Madrid, Aula Abierta Salvat, 1981
- La condición postmoderna de la arquitectura, Valladolid, Universidad de Valladolid, 1981.
- La estética en la cultura moderna, Barcelona, Gustavo Gili, 1982
- Estructuras repetitivas, Madrid, Fundación J. March, 1985.
- Del arte objetual al arte de concepto, Madrid, Ediciones Akal, 1986.
- La estética en la cultura moderna, Madrid, Alianza Forma, 1987.
- Contaminaciones figurativas, Madrid, Alianza Forma, 1987.
- Historia del cubo. Minimal Art y Fenomenología, Bilbao, Rekalde, 1994.
- Fin de siglo y los primeros ismos del XX, Vol. XXXIX Summa Artis, Madrid, Espasa Calpe, 1994.
- Las vanguardias históricas y sus sombras, Vol. XXXIX, Summa Artis, Madrid,Espasa Calpe, 1995.
- Das C. Manrique’s Haus im Taro de Tahiche, Stuttgart, Axel Mengs, 1996.
- Las vanguardias en las artes y la arquitectura, Madrid, Espasa Calpe, 2001.
- Las “Querellas” modernas y la extensión del Arte”, Madrid, Real Academia de Bellas Artes de San Fernando, 2007.
- La metáfora del cristal en las artes y la arquitectura, Madrid, Siruela, 2007.
- La estetización ético-política en la modernidad y después..., Madrid, UNED, 2009.
- La disolución del clasicismo y la construcción de lo moderno, Salamanca, Ediciones Universidad, 2010.

## Premis i reconeixements
- 1990. Menció Especial del Comitè Internacional de Crítics d'Arquitectura (CICA, Nova York), per l'obra Contaminacions figuratives
- 1995. Premi Espais a la Crítica d'Art, VII Edició, Generalitat de Catalunya / Ajuntament de Girona / Associació Catalana de Crítics d'Art.
- 2001. Creu Oficial de l'Orde del Mèrit de la República Federal d'Alemanya
- 2013. Doctor Honoris causa per la Universidade Tecnica de Lisboa.
- 2016. Medalla de la Facultat de Filosofia de la Universitat Nacional d'Educació a Distància.
- 2016-2017. Doctor Honoris causa per la Universitat de Valladolid.
- 2020. Medalla d'Or de les Belles arts, pel seu acompliment com a president de la Junta de Qualificació, Valoració i Exportació de Béns del Patrimoni Històric Espanyol.[3]